# Break Your Heart
«Break Your Heart» — сингл британского исполнителя Тайо Круса из его второго студийного альбома Rokstarr (2009). Она была написана Крузом и Фрейзером Смитом и спродюсирована Смитом. Впервые она была выпущена в Великобритании 20 сентября 2009 года, а затем 2 февраля 2010 года в США и других странах. Сингл-версия была записана при участии американского рэпера Лудакриса; эта версия была выпущена синглом в странах Северной Америки. Песня, изначально написанная для Шерил Коул, представляет собой электропоп-песню с элементами танцевальной поп-музыки, сопровождаемую вокалом Круза. В песне содержится лирическое предупреждение кому-то о том, что не стоит быть разбивателем сердец.

Песня получила смешанные с положительными отзывы, критики высоко оценили её заразительное звучание, но отметили, что оно было общим. Сингл попал на вершину UK Singles Chart. За пределами Великобритании «Break Your Heart» возглавил чарты Канады, Швейцарии и США, а также вошëл в первую десятку чартов многих других стран, включая Австралию и Нидерланды. Сопровождающее музыкальное видео содержит несколько сцен эскапад Круса с разными женщинами, в том числе на скоростном катере по сравнению с классическим Diddy и клубную сцену с Лудакрисом в американской версии.

## Критика
Хотя BBC Music назвали эту песню «сырным праздником», рецензент сказал, что «она как-то странно красива», вложив средства в «тенденцию R&B, вдохновленную Ибицей». В обзоре также сравнивалась песня с «многослойным вокалом» Диззи Раскала и Круса, а «отличная постановка» - с «Apologize» OneRepublic и Тимбалэнда . Майкл Менахем из Billboard сказал, что «версия для США» усиливает накал благодаря функции Лудакриса, поскольку «свежий вокал Круса в этом электропоп-номере наполнен теплотой гладкого R&B, в то время как продюсер Фрейзер Смит настраивает правильные соотношение запоминающегося вокала и изменений темпа, чтобы получился хит». Эш Досандж из New Musical Express сказал, что Крус потерпел неудачу, когда он играл игрока, как в «Break Your Heart» и «Dirty Picture». Кэролайн Салливан из The Guardian сказала, что Крус «опытен, но универсален» в песне, но его «автонастроенный вокал мог бы принадлежать любому, и эта безликость - проблема, которую Крус редко преодолевает». Крис Райан из MTV Buzzworthy сказал, что песня «идеально воплощает в себе заразительный, приятный для танцпола звук Круса и безупречную постановку», и сравнил её с Джейсоном Деруло и Эйконом.

## Чарты

### Недельные чарты
| Чарт (2009–2010)                    | Позиция |
| ----------------------------------- | ------- |
| Австралия (ARIA)                    | 2       |
| Австрия (Ö3 Austria Top 40)         | 10      |
| Бельгия/Фландрия (Ultratop 50)      | 3       |
| Бельгия/Валлония (Ultratop 50)      | 2       |
| Канада (Billboard Canadian Hot 100) | 1       |
| СНГ (TopHit)                        | 8       |
| Чехия (Rádio — Top 100)             | 3       |
| Дания (Tracklisten)                 | 36      |
| Европа (European Hot 100 Singles)   | 2       |
| Финляндия (Suomen virallinen lista) | 4       |
| Франция (SNEP)                      | 2       |
| Германия (GfK)                      | 5       |
| Венгрия (Rádiós Top 40)             | 2       |
| Ирландия (IRMA)                     | 2       |
| Нидерланды (Dutch Top 40)           | 8       |
| Нидерланды (Single Top 100)         | 21      |
| Новая Зеландия (Recorded Music NZ)  | 17      |
| Норвегия (VG-lista)                 | 7       |
| Словакия (Rádio — Top 100)          | 3       |
| Испания (PROMUSICAE)                | 19      |
| Швеция (Sverigetopplistan)          | 6       |
| Швейцария (Schweizer Hitparade)     | 1       |
| Великобритания (OCC UK Singles)     | 1       |
| Великобритания (OCC UK Hip Hop/R&B) | 1       |
| США (Billboard Hot 100)             | 1       |
| США (Billboard Adult Contemporary)  | 24      |
| США (Billboard Adult Pop Airplay)   | 18      |
| США (Billboard Dance Club Songs)    | 5       |
| США (Billboard Pop Airplay)         | 1       |
| США (Billboard Rhythmic)            | 3       |

| Чарт (2015)                     | Позиция |
| ------------------------------- | ------- |
| Польша (Polish Airplay Top 100) | 87      |

### Месячные чарты
| Чарт (2010)                       | Позиция |
| --------------------------------- | ------- |
| Бразилия (Brasil Hot 100 Airplay) | 40      |
| Бразилия (Brasil Hot Pop Songs)   | 14      |

### Чарты на итог года
| Чарт (2009)      | Позиция |
| ---------------- | ------- |
| СНГ (Tophit)     | 191     |
| UK Singles (OCC) | 37      |

| Чарт (2010)                       | Позиция |
| --------------------------------- | ------- |
| Австралия (ARIA)                  | 31      |
| Австрия (Ö3 Austria Top 40)       | 32      |
| Бельгия (Ultratop 50 Flanders)    | 30      |
| Бельгия (Ultratop 50 Wallonia)    | 18      |
| Канада (Canadian Hot 100)         | 5       |
| СНГ (Tophit)                      | 39      |
| Франция (SNEP)                    | 18      |
| Германия (Official German Charts) | 23      |
| Венгрия (Rádiós Top 40)           | 25      |
| Нидерланды (Dutch Top 40)         | 36      |
| Нидерланды (Single Top 100)       | 84      |
| Румыния (Romanian Top 100)        | 72      |
| Швеция (Sverigetopplistan)        | 28      |
| Швейцария (Schweizer Hitparade)   | 9       |
| US Billboard Hot 100              | 10      |
| US Mainstream Top 40 (Billboard)  | 7       |
| US Rhythmic (Billboard)           | 14      |

### Чарты на конец десятилетия
| Чарт (2010–2019)     | Позиция |
| -------------------- | ------- |
| US Billboard Hot 100 | 97      |

### Сертификаты
| Регион | Сертификация  | Продажи    |
| --- | ------------- | ---------- |
| Австралия (ARIA) | 2× Платиновый | 140 000^   |
| Австрия (IFPI Austria) | Золотой       | 15 000*    |
| Бельгия (BEA) | Золотой       | 15 000*    |
| Канада (Music Canada) | 3× Платиновый | 240 000*   |
| Дания (IFPI Danmark) | Золотой       | 45 000     |
| Германия (BVMI) | 2× Платиновый | 600 000    |
| Новая Зеландия (RMNZ) | Золотой       | 7500*      |
| Швеция (GLF) | Золотой       | 20 000     |
| Швейцария (IFPI Switzerland) | 2× Платиновый | 60 000^    |
| Великобритания (BPI) | Платиновый    | 600 000    |
| США (RIAA) | 3× Платиновый | 3,712,000^ |
| * Данные о продажах приведены только на основе сертификации. · ^ Данные о тиражах приведены только на основе сертификации. · Данные о продажах + прослушиваниях приведены только на основе сертификации. |               |            |

## История выхода
| Регион         | Дата             | Формат                          | Лейбл   |
| -------------- | ---------------- | ------------------------------- | ------- |
| Великобритания | 13 сентября 2009 | Digital download                | Island  |
| Великобритания | 14 сентября 2009 | CD single                       | Island  |
| США            | 2 февраля 2010   | Mainstream and rhythmic airplay | Mercury |
| США            | 25 февраля 2010  | Digital download                | Mercury |
| США            | 11 мая 2010      | Urban airplay                   | Mercury |

## Клип
Оригинальное музыкальное видео было снято в Сотогранде, Испания, в июле 2009 года, а новые части были сняты в Майами, США, в феврале 2010 года, включая Лудакриса, что привело к двум версиям видео.
Видео начинается с того, что Крус и его девушка, которую играет супермодель уроженки Узбекистана Надя Непомнящая, сидят вместе в спортивной машине возле причала . Она говорит ему: «Ты знаешь, я просто сделаю тебе больно». Крус отвечает, говоря: «Ты же знаешь, что я только разобью тебе сердце, верно?» Она говорит: «Хочешь пари?» и он говорит: «Давай». Затем они выходят из машины, спускаются по пирсу и садятся в ближайший катер .. Затем сцены демонстрируются в нескольких разных местах, включая клуб, лодку, вечеринку на пляже, катер и гостиничный номер. На протяжении всего видео Крус совершает выходки с разными женщинами. Видео заканчивается тем, что девушка Круса смеется над его попытками разбить ей сердце, а затем они сходят с лодки, на которой находятся, и возвращаются на катер. Для версии с Лудакрисом есть сцены с ним и Крусом на белом бетонном фоне с мигающим светом, а также они вдвоем с большой группой людей в другом клубе.
Когда его спросили, повлиял ли на видео олдскульный Diddy, Крус сказал: «Возможно, на каком-то подсознательном уровне. Я просто люблю супермоделей, люблю солнечный свет и люблю спортивные автомобили. И на этот раз мы также добавили катер. у тебя там четыре буквы S». В интервью Rap-Up, говоря о видео, изображающем его сердцеедом, Крус сказал: «Нет, не совсем. Я полагаю, может быть, 20 %. там и сделать действительно крутое, веселое, дерзкое видео. Не все видели весь сюжет видео, но на самом деле это я и моя девушка выходим с намерением разбить всем сердца».

## Список композиций
- German CD single[70]

1. «Break Your Heart» (featuring Ludacris) — 3:05
2. «Break Your Heart» (The Wideboys Remix Radio Edit) — 3:46

- UK CD single[71]

1. «Break Your Heart» — 3:23
2. «Break Your Heart» (Vito Benito FF Radio Remix) — 3:22
3. «Break Your Heart» (Paul Thomas Remix) — 7:41
4. «Break Your Heart» (Cassette Club Remix) — 7:22

- Digital download[72]

1. «Break Your Heart» — 3:23
2. «Break Your Heart» (Paul Thomas Remix) — 7:41

- Digital download — EP[73]

1. «Break Your Heart» (Vito Benito FF Radio Remix) — 3:22
2. «Break Your Heart» (Cassette Club Remix) — 7:22
3. «Break Your Heart» (Agent X Remix) — 4:27